# Fubuki (1928)
Fubuki (吹雪, "Ventisca") era el barco líder de los veinticuatro destructores de la clase Fubuki, construidos para la Armada Imperial Japonesa después de la Primera Guerra Mundial. Cuando entraron en servicio, estos barcos fueron los destructores más potentes del mundo. Sirvieron como destructores en la primera línea hasta la década de 1930, y mantuvieron formidablemente bien sus sistemas de armas en la Guerra del Pacífico. El Fubuki era veterano de muchas de las batallas importantes del primer año de la guerra, y fue hundido en Estrecho del Fondo de Hierro durante la Batalla del Cabo Esperanza en la Segunda Guerra Mundial.

## Historia
La construcción de la avanzada clase de destructores Fubuki fue autorizada como parte del programa de expansión de la Armada Imperial Japonesa desde el año fiscal 1923, pretendiendo darle a Japón una ventaja cualitativa con respecto a la mayor parte de los barcos del mundo. La clase Fubuki tuvo un desempeño que era superior a los diseños de los destructores anteriores, tanto que fueron designados como destructores de Tipo Especial (特型, Tokugata Kuchikukan). El gran largo, potentes motores, alta velocidad , gran radio de acción y un armamento sin precedentes dieron a estos destructores una potencia de fuego similar a muchos cruceros ligeros de otras armadas. El Fubuki se empezó a construir el 19 de junio de 1926 en el Arsenal naval de Maizuru, fue botado el 15 de noviembre de 1927 y entró en servicio el 10 de agosto de 1928. Originalmente asignado en el casco como "Destructor Núm.35", fue finalmente terminado como Fubuki.

### Servicio en la Segunda Guerra Mundial
Durante el ataque a Pearl Harbor, el Fubuki fue asignado a la División de Destructores 11 del Escuadrón Destructor 3 de la 1ª flota de la Armada Imperial Japonesa, y zarpó desde el Distrito Naval de Kure a la isla Hainan. Desde el 4 de diciembre de 1941, el Fubuki junto con el Sagiri y los cruceros pesados Suzuya y Kumano, formaron la fuerza de apoyo del Contralmirante Takeo Kurita para el convoy de invasión japonés desde la bahía de Cam Ranh, en la Indochina francesa hacia Miri (Borneo británico) y luego a Kuching. El Sagiri fue hundido por un submarino holandés, el HNLMS K XIV que estaba cerca de Kuching el 24 de diciembre de 1941.
El Fubuki después estuvo implicado en el apoyo naval a las operaciones en Malasia. El 10 de enero de 1942, el Fubuki asistió a los destructores Asakaze y Hatakaze en rescatar supervivientes del carguero Akita Maru, el cual había sido hundido por el submarino holandés HNLMS O 19. El 27 de enero, el Fubuki y su convoy fueron atacados por los destructores HMS Thanet y HMAS Vampire aproximadamente a 80 millas náuticas (150 km; 92 mi) al norte de Singapur en la Batalla de Endau, y se acredita a sus torpedos con el hecho de ayudar a hundir al Thanet.
Del 13 al 18 de febrero de 1942, el Fubuki fue asignado a la "Operarción L", la invasión de Bangka y Palembang, en Sumatra en las Indias Orientales holandesas, y participó en ataques a los navíos Aliados que huían de Singapur. El Fubuki asistió en el hundimiento o captura de al menos siete barcos durante esta operación.  El 27 de febrero de 1942, el Fubuki fue asignado a la "Operación J", ofreciendo cobertura artillera a las fuerzas que desembarcaron en la porción occidental de Java. El 1 de marzo, el crucero australiano HMAS Perth (D29) y el crucero estadounidense USS Houston (CA-30) navegaron a máxima velocidad al Estrecho de la Sonda y encontraron al Fubuki sobre las 22.30, el cual estaba vigilando las aproximaciones en el este. El crucero japonés disparó nueve torpedos más o menos a 2.700 m (3.000 yardas) y retrocedió. Durante la Batalla del Estrecho de la Sonda, el Perth y el Houston fueron hundidos. El Fubuki ha sido acusado a menudo de haber lanzado el torpedo que accidentalmente hundió cuatro transportes japoneses y un dragaminas durante esta batalla, pero investigaciones recientes indican que el crucero Mogami fue más probablemente el responsable.
El 12 de marzo de 1942, el Fubuki formaba parte de la fuerza de apoyo al Almirante de escolta Jizaburo Ozawa para la "Operación T" (la invasión del norte Sumatra). El 23 de marzo, escoltó a la fuerza de apoyo del Almirante Ozawa para la "Operación D", la invasión de las Islas Andamán; luego sirvió como patrullero en acciones de escolta fuera de Port Blair (Islas Andamán) durante las incursiones japonesas en el océano Índico. El 13–22 de abril regresó desde Singapur vía la bahía de Cam Ranh al Arsenal Naval de Kure, donde fue atracado para mantenimiento.
El 4–5 de junio de 1942, el Fubuki participó en la Batalla de Midway como parte del cuerpo principal de la escolta del Almirante Isoroku Yamamoto. El Fubuki proporcionó protección antiaérea durante los ataques aéreos estadounidenses, los cuales se hundieron al Mikuma y dañaron gravemente al Mogami.
El 30 de junio-2 de julio de 1942, el Fubuki escoltó un convoy de tropas desde Kure hasta Amami-Ōshima, después participó en operaciones de guerra antisubmarina allí. El 17–31 de julio, el Fubuki navegó desde Amami-Ōshima vía la base naval de Mako, Singapur y Sabang a Mergui (Birmania) para las incursiones del Océano Índico, las cuales fueron abortadas debido a la invasión estadounidense de Guadalcanal. El 8–17 de agosto, el Fubuki zarpó desde Mergui vía Macasar a Dávao. El 19–23 de agosto, escoltó a un convoy de transporte de tropas de Dávao a Truk, y luego fue enviado al teatro de operaciones de las Islas Salomón. El 27–31 de agosto,  escoltó el transporte Sado Maru desde Rabaul a las Islas Shortland, seguidos por un par de "Tokyo Express", transportes de tropas que corrían a Guadalcanal. El 2 de septiembre, el Fubuki formó parte de la fuerza que bombardeó al Campo Henderson en Guadalcanal, como cobertura durante el trayecto del transporte de tropas del Tsugaru. Había otro trayecto de transporte de tropa el 5 de septiembre y otra misión de ataque el 8 de septiembre. El 12–13 de septiembre, el Fubuki proporcionó apoyo artillero contra las posiciones de los Marines en Guadalcanal en asistencia a la Ofensiva Kawaguchi. Esto fue seguido por cinco trayectos más de transporte de la tropa a Guadalcanal el 13 y 16 de septiembre,y el 1,4 y 7 de octubre.
El 11 de octubre de 1942, en la Batalla de Cabo Esperanza,  la suerte del Fubuki finalmente acabó. Fue hundido por los disparos de un grupo de cruceros/destructores estadounidenses en Cabo Esperanza, en la posición 9° 6′ 0″ S, 159° 38′ 0″. Hubo 109 supervivientes de su tripulación que más tarde fueron rescatados por el destructor estadounidense USS McCalla, el destructor USS Hovey y el dragaminas USS Trever. Aun así, el capitán del Fubuki, el capitán de corbeta Shizuo Yamashita, murió en combate.
El Fubuki fue retirado del registro naval el 15 de noviembre de 1942.